# Slovenský biografický slovník
Slovenský biografický slovník est une encyclopédie slovaque comprenant 12 630 biographies. Cet ouvrage en plusieurs volumes a été publié par Národný biografický ústav entre 1986 et 1994 à Martin.

## Volumes
- Slovenský biografický slovník, vol. I. A – D, Martin, Matica slovenská, 1986, 544 p.
- Slovenský biografický slovník, vol. II. E – J, Martin, Matica slovenská, 1987, 592 p.
- Slovenský biografický slovník, vol. III. K – L, Martin, Matica slovenská, 1989, 448 p. (ISBN 80-7090-019-9)
- Slovenský biografický slovník, vol. IV. M – Q, Martin, Matica slovenská, 1990, 568 p. (ISBN 80-7090-070-9)
- Slovenský biografický slovník, vol. V. R – Š, Martin, Matica slovenská, 1992, 560 p. (ISBN 80-7090-216-7)
- Slovenský biografický slovník, vol. VI. T – Ž, Martin, Matica slovenská, 1994, 660 p. (ISBN 80-7090-111-X)